# Devinporten

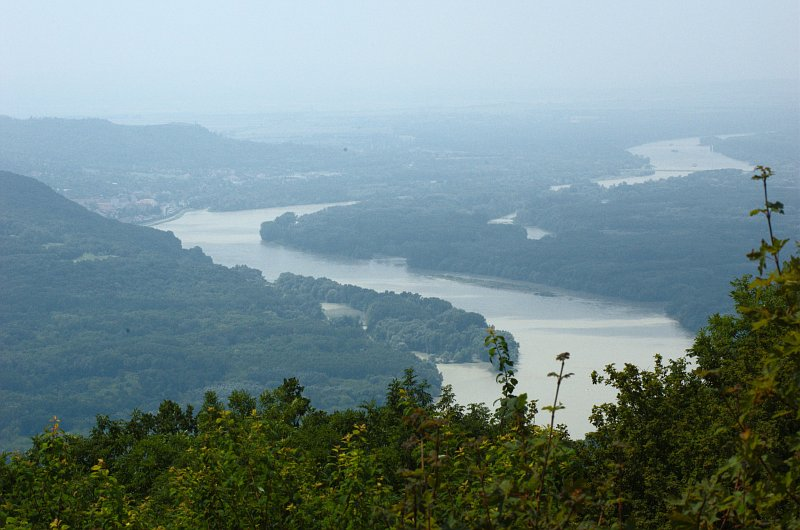
Devinporten

Devinporten, Hainburgerporten eller Ungerska porten (slovakiska: Devínska brána, tyska: Hainburger Pforte, latin: Porta Hungarica) är passagen av floden Donau genom en bergtröskel mellan Alperna (via utlöparna Leithagebirge och Hainburger Berge) och Västkarpaterna (via utlöparen Små Karpaterna och Devinbergen). Den ligger på gränsen mellan Slovakien och Österrike, cirka en mil uppströms från Bratislava vid slottet och staden Devín. Nedströms från denna passage breder det Lilla ungerska slättlandet (Kisalföld) ut sig, vilket är en del av det Pannoniska bäckenet.